# Templo de Helsinki
El Templo de Helsinki es uno de los templos construidos y operados por La Iglesia de Jesucristo de los Santos de los Últimos Días, el número 124 construido por la iglesia y el primero de Finlandia y el tercero en Escandinavia, ubicado en la ciudad de Espoo.

## Construcción
En la conferencia general de la iglesia SUD de abril de 2000, la Primera Presidencia de la iglesia SUD anunció públicamente los planes de construir un templo en la Espoo, al este del área Metropolitana de Helsinki. Seguido el anuncio público, la iglesia en ese país buscó un terreno adecuado, hasta que tres años después, el 29 de marzo de 2003, los líderes locales en Finlandia presidieron en la ceremonia de la primera palada y la dedicación eclesiástica del terreno. Por su cercanía, el templo de Helsinki da servicio a los miembros de la Iglesia en toda Finlandia y Rusia, incluyendo Krasnoyarsk, Moscú, Novosibirsk, Omsk, Perm, San Petersburgo, Volgogrado y Ekaterimburgo, así como congregaciones en Estonia, Letonia y Lituania. El templo se encuentra sobre una colina a orillas de la carretera en dirección de Turku.

## Dedicación
El templo SUD de la ciudad de Helsinki fue dedicado para sus actividades eclesiásticas en diez sesiones, el 22 de octubre de 2006, por Gordon B. Hinckley, el último templo dedicado por Hinckley antes de su fallecimiento en enero de 2008. Anterior a ello, desde el 21 de septiembre - 7 de octubre de 2006, la iglesia permitió un recorrido público de las instalaciones y del interior del templo, al que asistieron más de 55.000 personas, procedentes incluso del círculo polar ártico.

## Características
Los templos de la Iglesia de Jesucristo de los Santos de los Últimos Días son construidos con el fin de proveer ordenanzas y ceremonias consideradas sagradas para sus miembros y necesarias para la salvación individual y la exaltación familiar. El templo de Helsinki tiene un total de 1.810 metros cuadrados de construcción, cuenta con dos salones para dichas ordenanzas SUD y cuatro salones de sellamientos matrimoniales.
El templo de Helsinki fue el templo número 54 construido con especificaciones de menores proporciones con el fin de completar la meta del entonces presidente de la iglesia Gordon B. Hinckley de tener construidos 100 templos alrededor del mundo para fines del año 2000. Con 16 350 pies cuadrados (1519,0 m²) de construcción, es uno de los templos de mayor tamaño entre los templos de menores proporciones operados por la iglesia SUD a nivel mundial. El templo de menores proporciones más pequeño es el templo de Colonia Juárez, con 6800 pies cuadrados (631,7 m²) de construcción y el templo de Yigo, Guam con 6861 pies cuadrados (637,4 m²).